# غريغوري همينغوي
غريغوري همينغواي (بالإنجليزية: Gregory Hemingway)‏ هو طبيب أمريكي، ولد في 12 نوفمبر 1931 في كانساس سيتي في الولايات المتحدة، وتوفي في 1 أكتوبر 2001 في كي بيسكاين في الولايات المتحدة.